# Феліцянув (Поддембицький повіт)
Феліцянув (пол. Felicjanów) — село в Польщі, у гміні Унеюв Поддембицького повіту Лодзинського воєводства.
Населення — 175 осіб (2011).
У 1975-1998 роках село належало до Конінського воєводства.

## Демографія
Демографічна структура станом на 31 березня 2011 року:
|          | Загалом | Допрацездатний вік | Працездатний вік | Постпрацездатний вік |
| -------- | ------- | ------------------ | ---------------- | -------------------- |
| Чоловіки | 97      | 13                 | 70               | 14                   |
| Жінки    | 78      | 15                 | 41               | 22                   |
| Разом    | 175     | 28                 | 111              | 36                   |